# 天津市中小企业发展促进局
天津市中小企业发展促进局是中华人民共和国天津市人民政府主管天津市中小企业管理事务的派出机构，规格为正局级。